# Дом (гора, Франция)
Дом, Пюи́-де-Дом (фр. Puy de Dôme) — гора, молодой потухший вулкан в составе Шен-де-Пюи Центрального массива во Франции.
Представляет собой лавовый купол. Расположена примерно в 15 км от Клермон-Феррана и дала своё имя департаменту Пюи-де-Дом.
Она находится на гранитном плато, расположенном на высоте 1000 метров над уровнем моря.
Вес горы оценивается в 1 200 000 тонн.
Почиталась в качестве священной горы как галлами, так и римлянами, последние выстроили на её вершине храм Меркурия, отчего, по одной из версий, происходит её название (Puy de Dome, от puy — гора и dome — собор, храм).